# Elvis Martínez
Elvis Martínez (Mérida, 4 de outubro de 1970) é um ex-futebolista venezuelano que atuava como defensor.

## Carreira
Elvis Martínez integrou a Seleção Venezuelana de Futebol na Copa América de 1997.